# Золушка (опера Россини)
«Золушка, или Торжество добродетели» (итал. La Cenerentola, ossia La bontà in trionfo) — комическая опера (dramma giocoso) в двух актах итальянского композитора Джоаккино Россини. Итальянское либретто Якопо Ферретти на основе традиционной сказки «Золушка». Премьера состоялась 25 января 1817 года в Риме в театре Валле.
Эта версия «Золушки» содержит немало отступлений от общеизвестной канвы сказки: так, злую мачеху заменяет отчим, а вместо феи появляется философ-наставник принца.

## История создания
«Золушка» была написана Россини на волне успеха «Севильского цирюльника» в рекордно короткий срок — за 24 дня. Он использовал для оперы увертюру из своей же оперы «Газета», которая к тому времени была уже популярна и исполнялась как самостоятельное произведение. Россини также использовал в опере некоторые материалы из «Севильского цирюльника». Часть речитативов и три арии были написаны Лукой Аголини. 
В 1818—1820 годах при издании партитуры Россини внёс поправки, в том числе заменил одну из арий Аголини собственной и добавил дополнительно ещё один номер.

## Действующие лица
| Партия                                                 | Голос                      | Исполнитель на премьере 25 января 1817 (Дирижёр: Джоаккино Россини) |
| ------------------------------------------------------ | -------------------------- | ------------------------------------------------------------------- |
| Анджелина (Золушка)                                    | колоратурное меццо-сопрано | Джельтруда Ригетти                                                  |
| Рамиро, принц Салерно                                  | тенор                      | Джакомо Гульельми                                                   |
| Дандини, его камердинер                                | баритон                    | Джузеппе де Беньис                                                  |
| Дон Маньифико, барон ди Монтефьясконе, отчим Анджелины | бас                        | Андреа Верни                                                        |
| Алидоро, философ и наставник принца                    | бас                        | Дзенобио Витарелли                                                  |
| Клоринда, старшая дочь Дона Маньифико                  | сопрано                    | Катерина Росси                                                      |
| Тисба, младшая дочь Дона Маньифико                     | меццо-сопрано              | Тереза Мариани                                                      |
| Придворные принца Рамиро                               |                            |                                                                     |

## Краткое содержание

### Акт первый
Сцена первая. Дворец Дона Маньифико
Дочери хозяина дома Клоринда и Тисба перебирают драгоценности и болтают между собой. Появляется Анджелина, падчерица Маньифико. Она в платье служанки и занимается уборкой дома. Анджелина поёт балладу о короле, который женился на крестьянке. Сёстры высмеивают её. В дом входит нищий, который просит подаяния. Сёстры хотят его выгнать, но Анджелина усаживает старика и подаёт ему хлеб и кофе. Хор сообщает, что принц Рамиро ищет самую красивую девушку в своих владениях, чтобы жениться на ней, и в своих поисках он скоро посетит дворец Маньифико. Сёстры начинают готовиться к приёму принца, строя планы на его счёт. Нищий вполголоса высмеивает их и уходит. Входит Дон Маньифико. Сёстры сообщают ему о приезде принца. Отец с дочерьми уходит, чтобы переодеться для приёма гостя. Анджелине они приказывают приготовить угощение. Входит принц Рамиро. Он переоделся в платье своего камердинера Дандини, чтобы со стороны понаблюдать за невестами. Вперёд он посылал своего наставника Алидоро, который, переодевшись нищим, уже успел понаблюдать и составить представление о жителях этого дома. Входит Анджелина с подносом. Рамиро представляется камердинером принца. Анджелина рассказывает свою историю: она сирота, живёт в доме отчима, который заставляет её выполнять всю домашнюю работу. Рамиро очарован Анджелиной, ей также понравился молодой человек, но хозяин зовёт её, и она уходит. Входит Дон Маньифико. Рамиро говорит, что принц сейчас будет здесь. Действительно, в зал торжественно вступают придворные, которые окружают камердинера Дандини, переодетого принцем. Дандини приветствует хозяина дома. Дон Маньифико, Клоринда и Тисба расточают комплименты мнимому принцу. Лишь Анджелина удручена вульгарностью манер этого принца. Дандини приглашает хозяина дома с дочерьми во дворец. Сёстры в восторге. Анджелина просит отчима взять и её, но те категорически против — она останется дома и будет заниматься домашними делами. Появляется Алидоро уже не в костюме нищего, а в придворном платье. Он интересуется, почему Маньифико не берёт с собой третью дочь. Маньифико возмущён — Анджелина ему не дочь, а падчерица — дочь его второй жены от первого брака, бесприданница, не имеющая собственного состояния и живущая у него из милости. Алидоро остаётся наедине с Анджелиной. Он очарован красотой и добротой девушки, считает, что с нею принц найдёт своё счастье. Алидоро принимает на себя заботу об Анджелине и забирает её с собою во дворец. В это время Дандини расписывает Дону Маньифико достоинства своего винного погреба. Маньифико доволен, он любит выпить. Принц просит Дандини поговорить с дочерьми, чтобы узнать их характер. Дандини ухаживает за Клориндой и Тисбой, отпускает вульгарные шутки, но те готовы слушать от принца что угодно, лишь бы добиться его благосклонности.
Сцена вторая. Дворец принца Рамиро
Подвыпивший Дон Маньифико распоряжается во дворце как у себя дома. Он поёт весёлую песню. Принц поражён вульгарностью и меркантильностью дочерей Маньифико. Он в недоумении, ведь его наставник Алидоро говорил об одной из дочерей как о воплощении благородства и доброты. Он решает испытать Клоринду и Тисбу ещё раз. Дандини предлагает им в качестве кавалера принца Рамиро. Но, думая, что это камердинер, сёстры с возмущением отказываются. Входит Алидоро. Он привёз таинственную знатную красавицу в роскошном наряде. Входит Анджелина. Все в замешательстве. Она так похожа на падчерицу Маньифико. Но барон и сёстры успокаивают себя — эта дама в таком богатом наряде не может быть бедной Анджелиной.

### Акт второй
Сцена первая. Дворец принца Рамиро

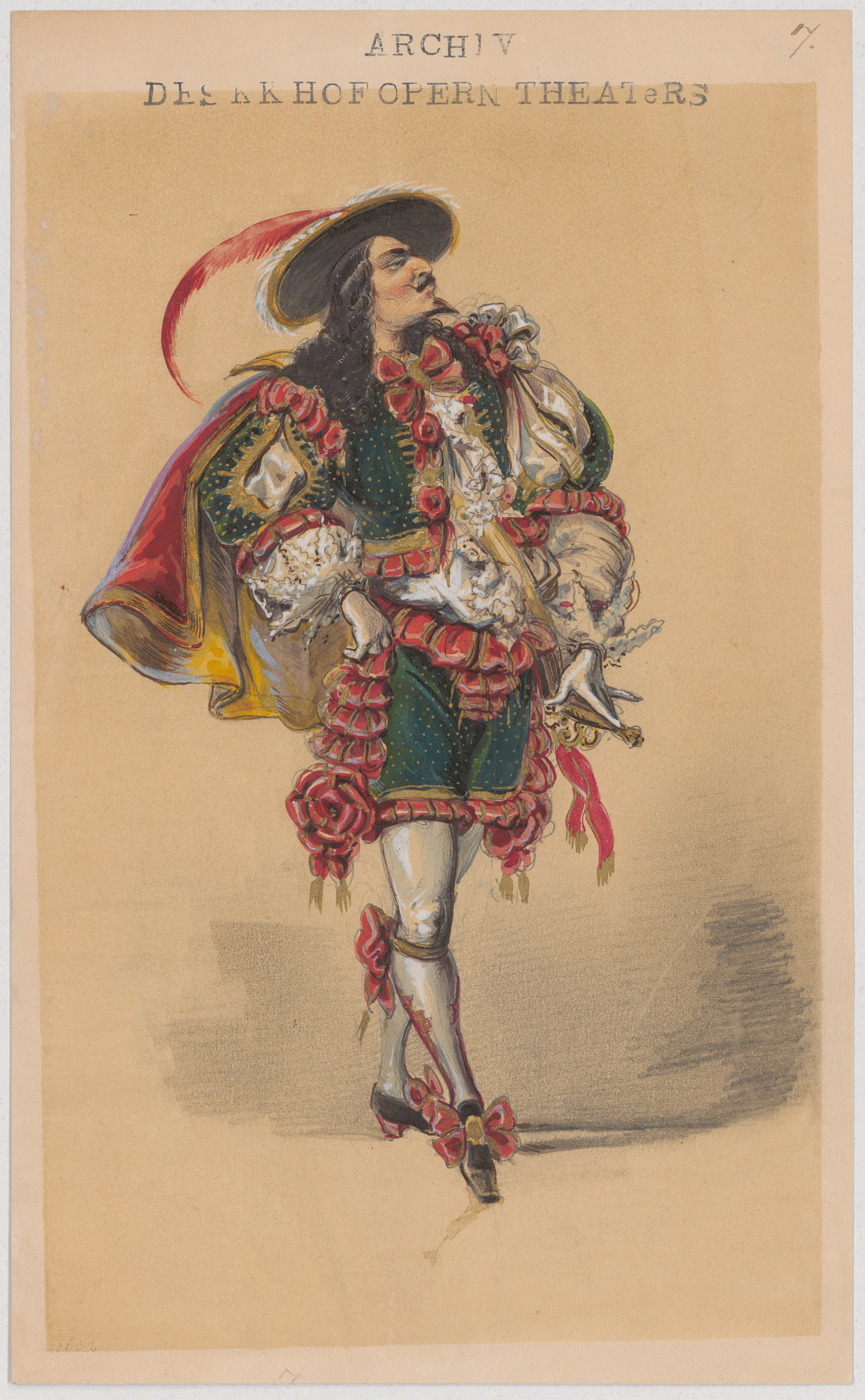
Эскиз костюма принца для «Золушки» (Кернтнертортеатр, 1854)

Сёстры жалуются отцу, что Дандини, которого они принимают за принца, оставил их и ухаживает за прекрасной незнакомкой. Но Маньифико уже не воспринимает их жалоб, его интересуют только новые вина из погреба принца. Рамиро, узнавший Анджелину, просит Дандини сделать ей предложение в качестве принца. Но Анджелина отказывает ему. Она любит Рамиро, которого считает камердинером. Рамиро в восторге от верности и бескорыстности Анджелины. Он признаётся ей в любви. Анджелина также любит его. Но выйдет за него замуж, только когда он узнает, кто она. С этими словами Анджелина снимает с руки один из двух одинаковых браслетов, отдаёт Рамиро и уходит. Принц клянётся найти её. Алидоро даёт Дандини сигнал к окончанию розыгрыша. Дон Маньифико уверяет, что его дочери полюбили принца и просит ускорить свадьбу с любой из них. Дандини признаётся Дону Маньифико, что того разыграли — он не принц, а камердинер. Барон в ужасе покидает дворец принца. Алидоро доволен — корыстолюбивый барон получил хороший урок.
Сцена вторая. Дворец Дона Маньифико
Анджелина вновь в старом платье убирает в комнате и поёт свою балладу о короле. Возвращаются разгневанные Дон Маньифико с дочерьми. Начинается гроза. Внезапно входит Дандини. Он заявляет, что непогода застала принца неподалёку от дома Маньифико, и сейчас принц будет здесь. Входит Рамиро, теперь уже под своим настоящим именем. Барон кланяется ему. Сёстры приказывают Анджелине подать ужин. Анджелина пытается закрыть лицо руками, но Рамиро видит у неё на руке знакомый браслет — такой же, как и у него. Барон и дочери пытаются прогнать Анджелину, но принц останавливает их. Он выполнил условие — узнал, кто такая прекрасная незнакомка, и теперь просит её стать его женой. Анджелина согласна. Алидоро рассказывает о тяжёлой судьбе и золотом сердце Анджелины. Она просит принца простить своего отчима и сестёр. Принц великодушно согласен. Все радостно веселятся.

## Дискография
- Россини. Золушка. Ф.Барбьери, Дж.дель Синьоре, А.Поли, В.де Таранто. Дирижёр О.де Фабритиис / 1948
- Россини. Золушка. Дж. Симионато, Ч.Валетти, С.Мелетти, К.Даламангас, В.Суска. Дирижёр М.Росси / RAI Torino 18.9.1949 / FONIT CETRA
- Россини. Золушка. Зара Долуханова, К.Константинова, Н.Поставничева, А.Орфёнов, Е.Белов, К.Поляев. Дирижёр О.Брон / MYTO 1950
- Россини. Золушка. Дж. Симионато, У.Бенелли, П.Монтарсоло, С.Брускантини. Дирижёр О. де Фабритиис / DECCA 1964
- Россини. Золушка. Тереса Берганса, С.Червена, П.Боттаццо, Р.Капекки, П.Монтарсоло, К.Грант. Дирижёр Ч.Макеррас / Сан-Франциско 16.11.1969
- Россини. Золушка. Тереса Берганса, М.Гульельми, Л.Альва, Р.Капекки, П.Монтарсоло. Дирижёр К.Аббадо / DG 1971
- Россини. Золушка. Ф.фон Штаде, У.Бенелли, Р.Капекки, П.Монтарсоло. Дирижёр Дж. Притчард / Сан-Франциско 1.11.1974
- Россини. Золушка. Л.Валентини-Террани, Ф. Арайса, Д.Тримарки, Э.Дара, А.Корбелли. Дирижёр Г.Ферро / SONY 1980
- Россини. Золушка. А.Бальтса, Ш.Грэм, Р.Блэйк, Т.Нолен, К.Дездери. Дирижёр Г.Ферро / Чикаго 26.10.1982
- Россини. Золушка. А.Бальтса, Ф.Арайса, Руджеро Раймонди. Дирижёр Н.Марринер / DECCA 1987
- Россини. Золушка. Чечилия Бартоли, Г.Бандителли, В.Маттеуцци, А.Корбелли, Э.Дара, М.Пертузи. Дирижёр Р.Шайи / DECCA 1992
- Россини. Золушка. Дж. Лармор, А.Скарабелли, Л.Полверелли, Р.Хименес, Дж. Квилико, А.Корбелли, А.Майлз. Дирижёр К.Рицци / TELDEC 1994
- Россини. Золушка. В.Казарова, Р.Савойя, М.Компарато, Х. Д. Флорес, А.Корбелли, Б.Пратико, Л.Регаццо. Дирижёр К.Рицци / Пезаро, август 1998
- Россини. Золушка. Дж.ди Донато, Ж.Фишер, А.Штайгер, Х. Д. Флорес, А.Корбелли, С.Алаймо, Л.Регаццо. Дирижёр К.Рицци / Париж, Palais Garnier 13.12.2002
- Россини. Золушка. Элина Гаранча, К.ди Сенсо, Н.Паласиос, М.Миронов, Н.Ривенк, А.Кончетти, Л.Регаццо. Дирижёр Э.Пидо / Париж, Théâtre des Champs-Elysées 22.11.2004

## Видеозаписи
- Rossini. La Cenerentola. Режиссёр — Чезаре Льеви. Дирижёр — Маурицио Бенини. Анжелина — Элина Гаранча. Рамиро — Лоуренс Браунли. Маньифико — Алессандро Корбелли. Дандини - Симон Альбергини. Алидоро — Джон Релье. Клоринда — Рашель Дёркин. Тисба — Патриция Рисли. Оркестр и хор «Метрополитен-оперы». Продолжительность 2:43. 9 мая 2009 г.[2]